# Kaija Mustonen
Kaija Marja Mustonen, född 4 augusti 1941 i Helsingfors, är en finländsk före detta skridskoåkare.
Mustonen blev olympisk guldmedaljör på 1 500 meter vid vinterspelen 1968 i Grenoble.